# Martin Marsick
Martin Pierre Joseph Marsick (9. března 1847, Jupille-sur-Meuse – 21. října 1924, Paříž) byl belgický houslista, skladatel a pedagog.

## Životopis
Narodil se 9. března roku 1847.
V roce 1854 byl přijat na královskou konzervatoř v Lutychu, kde studoval hru na housle u Désiré Heynberga. V roce 1864 absolvoval se zlatou medailí a pokračoval ve studiu v Bruselu u Huberta Léonarda. V roce 1868 se stal žákem Josepha Massarta na pařížské konzervatoři.
V roce 1871 se stal členem nově založené Société Nationale de Musique a založil také smyčcové kvarteto. V letech 1875 až 1895 vystupoval na koncertech ve spolupráci s předními pařížskými dirigenty – Charlesem Lamoureuxem, Julesem Pasdeloupem a Édouardem Colonnem. Zároveň cestoval po celé Evropě a Spojených státech. Kromě toho hrál s Josephem Joachimem a v triu s violoncellistou Anatolijem Brandukovem a klavíristou Vladimirem von Pachmannem.
V letech 1892 až 1900 působil jako profesor na pařížské konzervatoři. V roce 1900 opustil svou ženu Berthe a uprchl s vdanou ženou do zahraničí. Přestože se žena později ke svému manželovi vrátila a Marsick se v roce 1903 vrátil do Paříže, jeho profesní kariéra se ze skandálu nikdy nevzpamatovala.
Zemřel v chudobě 21. října 1924 v Paříži.